# 海德寺
海德寺，位于中国甘肃省永登县，为一个省级文物保护单位，类型为古建筑。
海德寺的历史年代为明代。